# Tadashi Hattori (Mediziner)
Tadashi Hattori (japanisch 服部 匡志 Hattori Tadashi; geb. 1964) ist ein japanischer Augenarzt, der seit Anfang der 2000er Jahre ehrenamtlich über 20.000 kostenlose Augenoperationen in Vietnam durchführte, wofür er 2022 mit dem Ramon Magsaysay Award ausgezeichnet wurde.

## Biographie
Tadashi Hattori kam 1964 zur Welt. Er verlor seinen Vater, als er 15 Jahr alt war. Hattori schloss 1993 sein Medizinstudium an der Präfekturuniversität Kyōto ab. Er absolvierte eine Ausbildung in Augenchirurgie und wurde Experte für die Vitrektomie, eine Operation zur Behandlung von Problemen mit der Netzhaut und dem Glaskörper des Auges.
Den zufälligen Kontakt mit einem vietnamesischen Arzt bei einem Kongress nahm er zum Anstoß, für drei Monate ehrenamtlich als Augenchirurg in Vietnam zu arbeiten. In dieser Zeit erfuhr er, wie häufig der Graue Star in diesem Land vorkommt und wie ausgeprägt der Mangel an Augenärzten und modernen Behandlungseinrichtungen ist. Im April 2002 gab Hattori seine hochbezahlte Stelle auf und pendelt seither fast monatlich zwischen Japan und Vietnam hin und her. Er behandelte bis 2022 fast 20.000 Patienten in Vietnam kostenlos und setzte eigenes Vermögen ein, um medizinische Geräte zu kaufen und zu spenden. Er arbeitet weiter als freiberuflicher Augenchirurg in seinem Heimatland, um Geld für seine vietnamesische Aktivitäten zu sammeln. Hattori gründete die Asia-Pacific Prevention of Blindness Association und wurde zum Professor an der Präfekturuniversität Kyōto ernannt. In Vietnam bildete er mehr als 30 vietnamesische Ärzte für die Durchführung anspruchsvoller Augenoperationen aus.

## Auszeichnungen
- 2013 Yomiuri International Cooperation Prize der Tokioter Tageszeitung Yomiuri Shinbun[10]
- 2022 Ramon-Magsaysay-Preis[6]